# Benjamin Mary
Benjamin Mary, né à Mons en Belgique le 22 mars 1792 et mort aux eaux de Bagnères-de-Luchon le 2 août 1846, est un diplomate, voyageur et artiste belge. Il reste connu pour son passe-temps, le dessin, qui lui vaut le surnom de diplomate peintre. 

## Biographie

### Origine familiale
Son père est Hyacinthe-Charles Mary, qui occupait des fonctions notariales au service de la maison d'Arenberg à Enghien, et sa mère Marie-Joséphine Parmentier. Son frère cadet, Édouard Mary (1796-1853), était économiste, poète, et homme politique engagé dans des organisations d'instruction publique et de bienfaisance. Les Mary sont une famille noble dont les armoiries sont « d'azur au chevron d'argent, accompagné en chef de deux étoiles et en point d'un annelet du même ».

Ses oncles maternels, Louis Joseph Ghislain Parmentier, Andrew Parmentier et Joseph Parmentier étaient horticulteurs. Le troisième a aussi été bourgmestre d'Enghien de 1800 à 1830.

### Carrière diplomatique
Il fait ses humanités à Enghien, étudie ensuite le droit à Bruxelles, puis se fixe à Namur où il devient député suppléant du Congrès national. En 1831 il est appelé à siéger en remplacement du baron d'Haultepenne, mais décline l'invitation, car il souhaite voyager. Il entame alors une carrière de diplomate au service de la toute jeune Belgique (fondée en 1830), qui cherche à signer des traités commerciaux avec le reste du monde. Le 27 juillet 1832 il est le premier chargé d'affaires auprès du Brésil nommé par le roi Léopold I. L'empereur du Brésil à qui il se présente, Pierre II, n'était alors âgé que de huit ans. Un des enjeux de sa mission, remplie avec succès, fut de transposer à la Belgique un traité conclu en 1828 entre le Brésil et les Pays-Bas.
Le 30 novembre 1838, il prend ses fonctions en Grèce, d'où il visitera de nombreux pays méditerranéens.

Sa carrière lui vaudra d'être nommé Officier de l'ordre de Léopold, commandeur de l'Ordre impérial de la Croix du Sud, grand commandeur de l'Ordre du Sauveur de Grèce et d'être accueilli comme membre de la Société archéologique d'Athènes. 
Voyant sa santé décliner, il se rend en cure dans les Pyrénées, où il meurt d'une crise d'apoplexie, à l'âge de 54 ans.

### Œuvre artistique
Si ses missions commerciales ont été couronnées de succès, c'est sans doute dans son activité amateure de dessinateur qu'il s'est le plus investi, nous laissant de beaux portraits grecs et des vues de Grèce et du Brésil, mais aussi d'Allemagne, du Portugal, d'Espagne, de Chypre, d'Égypte, de Turquie, du Liban, de Syrie ou encore de Libye.

Certains de ses dessins ont été adaptés en lithographies par Johann Baptist von Spix et Carl Friedrich Philipp von Martius pour la somme botanique Flora Brasiliensis.

## Galerie

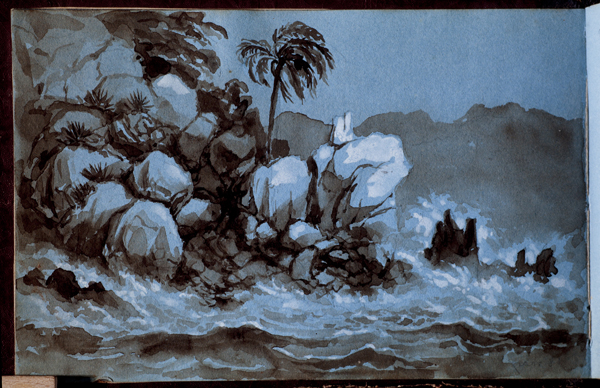
São Paulo
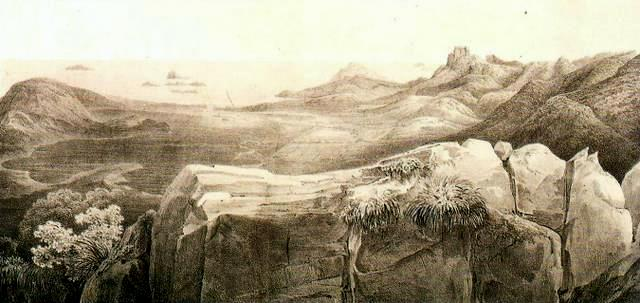
vue de Rio
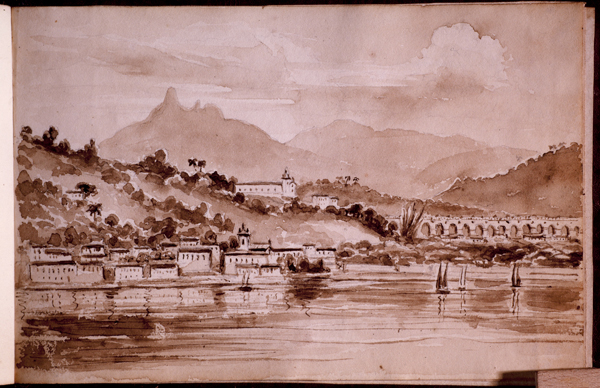
São Paulo
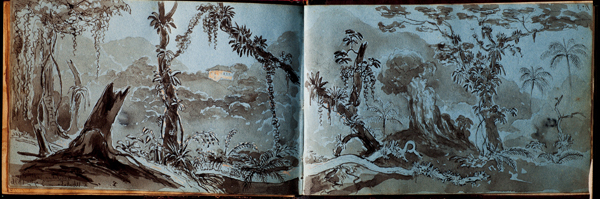
São Paulo
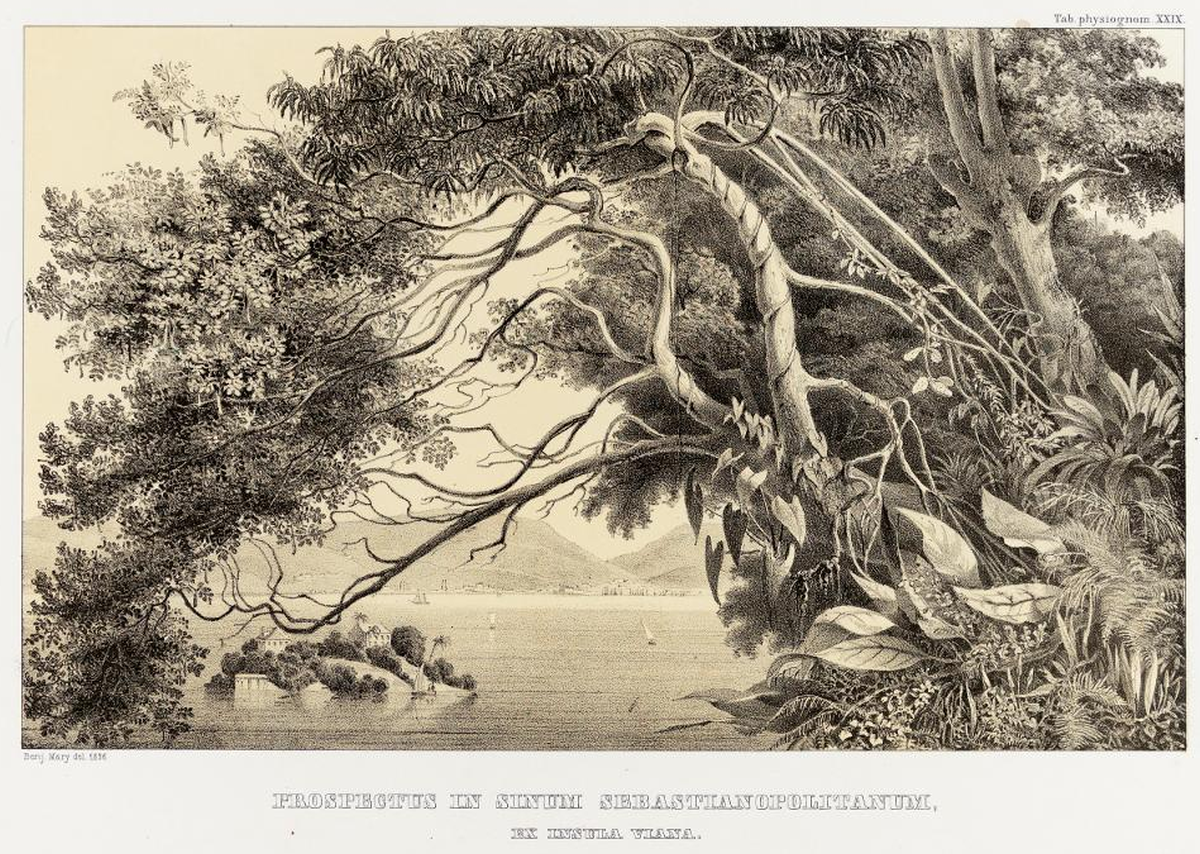
Prospectus in Sinum Sebastianopolitanum ex Insula Viana - lithographie de Carl Friedrich Philipp von Martius, d'après un dessin de Benjamin Mary

## Collections
Ses dessins sont dispersés dans des collections particulières, mais aussi dans la collection Hans von Martius de la bibliothèque d'État de Bavière, à Munich ; la fondation Maria Luísa e Oscar Americano à São Paulo ; la bibliothèque Itamaraty à Brasilia ; la collection Paulo Fontainha Geyer à Rio de Janeiro.